# Kevin Spacey
Kevin Spacey (sinh ngày 26 tháng 7 năm 1959) là một diễn viên, đạo diễn, nhà biên kịch, nhà sản xuất phim, ca sĩ người Mỹ. Anh lớn lên ở California, và bắt đầu sự nghiệp là diễn viên sân khấu trong thập niên 80 trước khi nhận được một số vai diễn phụ trong các phim điện ảnh và truyền hình. Những năm 90 anh nhận được nhiều tín hiệu tích cực từ giới phê bình, đỉnh cao là Giải Oscar cho nam diễn viên phụ xuất sắc nhất trong phim The Usual Suspects (1995), tiếp theo là Giải Oscar cho nam diễn viên chính xuất sắc nhất trong phim American Beauty (1999). Một số vai diễn nổi bật khác của anh là trong các phim Se7en, L.A. Confidential, Pay It Forward, và Superman Returns. Ngoài ra anh còn nhận được các đề cử khác ở các giải Giải Emmy và Giải Quả cầu vàng. Từ 2003, ông làm giám đốc nghệ thuật ở nhà hát Old Vic ở London.

## Vai diễn
| Năm  | Phim                                    | Vai diễn                    | Ghi chú |
| ---- | --------------------------------------- | --------------------------- | --- |
| 1986 | Heartburn                               | Subway Thief                | First Motion Picture |
| 1988 | Working Girl                            | Bob Speck                   | |
| 1988 | Rocket Gibraltar                        | Dwayne Hanson               | |
| 1988 | Wiseguy                                 | Mel Profitt                 | Loạt phim truyền hình |
| 1989 | Dad                                     | Mario                       | |
| 1989 | See No Evil, Hear No Evil               | Kirgo                       | |
| 1991 | Henry & June                            | Richard Osborn              | |
| 1991 | Darrow                                  | Clarence Darrow             | Chỉ phát hành tại Anh Quốc |
| 1991 | A Show of Force                         | Frank Curtin                | |
| 1992 | Consenting Adults                       | Eddy Otis                   | |
| 1992 | Glengarry Glen Ross                     | John Williamson             | |
| 1994 | The Ref                                 | Lloyd Chasseur              | |
| 1994 | Iron Will                               | Harry Kingsley              | |
| 1995 | Seven                                   | John Doe                    | MTV Movie Award for Best Villain New York Film Critics Circle Award for Best Supporting Actor — also for The Usual Suspects, Swimming with Sharks, Outbreak |
| 1995 | The Usual Suspects                      | Roger 'Verbal' Kint         | Academy Award for Best Supporting Actor Boston Society of Film Critics Award for Best Supporting Actor Chicago Film Critics Association Award for Best Supporting Actor Chlotrudis Award for Best Supporting Actor Dallas-Fort Worth Film Critics Association Award for Best Supporting Actor National Board of Review Award for Best Cast National Board of Review Award for Best Supporting Actor New York Film Critics Circle Award for Best Supporting Actor — also for Seven, Swimming with Sharks, Outbreak Seattle International Film Festival Award for Best Actor Đề cử — Golden Globe Award for Best Supporting Actor - Motion Picture Đề cử — Screen Actors Guild Award for Outstanding Performance by a Male Actor in a Supporting Role - Motion Picture |
| 1995 | Swimming with Sharks                    | Buddy Ackerman              | New York Film Critics Circle Award for Best Supporting Actor — also for The Usual Suspects, Swimming with Sharks, Outbreak Đề cử — Independent Spirit Award for Best Male Lead Đồng sản xuất |
| 1995 | Outbreak                                | Maj. Casey Schuler          | New York Film Critics Circle Award for Best Supporting Actor — also for Seven, Swimming with Sharks, Swimming with Sharks |
| 1996 | Looking for Richard                     | Himself, Duke of Buckingham | |
| 1996 | A Time to Kill                          | D.A. Rufus Buckley          | |
| 1997 | Midnight in the Garden of Good and Evil | James 'Jim' Williams        | Society of Texas Film Critics Award for Best Actor |
| 1997 | L.A. Confidential                       | Det. Sgt. Jack Vincennes    | Boston Society of Film Critics Award for Best Supporting Actor Chlotrudis Award for Best Supporting Actor Empire Award for Best Actor Đề cử — BAFTA Award for Best Actor in a Leading Role Đề cử — Screen Actors Guild Award for Outstanding Performance by a Cast in a Motion Picture |
| 1997 | Albino Alligator                        |                             | Chỉ đạo diễn |
| 1998 | Hurlyburly                              | Mickey                      | |
| 1998 | The Negotiator                          | Lt. Chris Sabian            | |
| 1998 | A Bug's Life                            | Hopper                      | Lồng tiếng |
| 1999 | American Beauty                         | Lester Burnham              | Academy Award for Best Actor BAFTA Award for Best Actor in a Leading Role Chicago Film Critics Association Award for Best Actor Chlotrudis Award for Best Actor Dallas-Fort Worth Film Critics Association Award for Best Actor Florida Film Critics Circle Award for Best Actor Kansas City Film Critics Circle Award for Best Actor Las Vegas Film Critics Society Award for Best Actor London Film Critics Circle Award for Best Actor Online Film Critics Society Award for Best Actor Online Film Critics Society Award for Best Cast Russian Guild of Film Critics Award for Best Foreign Actor San Diego Film Critics Society Award for Best Actor Screen Actors Guild Award for Outstanding Performance by a Male Actor in a Leading Role Screen Actors Guild Award for Outstanding Performance by a Cast in a Motion Picture Southeastern Film Critics Association Award for Best Actor Toronto Film Critics Association Award for Best Actor Đề cử — Empire Award for Best Actor Đề cử — Golden Globe Award for Best Actor - Motion Picture Drama Đề cử — Satellite Award for Best Actor - Motion Picture Drama |
| 2000 | Ordinary Decent Criminal                | Michael Lynch               | Kiêm nhà sản xuất |
| 2000 | Pay It Forward                          | Eugene Simonet              | |
| 2000 | The Big Kahuna                          | Larry Mann                  | Kiêm nhà sản xuất |
| 2001 | The Shipping News                       | Quoyle                      | Đề cử — BAFTA Award for Best Actor in a Leading Role Đề cử — Golden Globe Award for Best Actor - Motion Picture Drama |
| 2001 | K-PAX                                   | prot/Robert Porter          | |
| 2001 | Shackleton's Antarctic Adventure        | Narrator                    | Lồng tiếng |
| 2002 | Austin Powers in Goldmember             | Himself                     | playing Doctor Evil in a film |
| 2003 | The Life of David Gale                  | David Gale                  | |
| 2004 | Beyond the Sea                          | Bobby Darin                 | Kiêm biên kịch, đạo diễn, nhà sản xuất Đề cử — Golden Globe Award for Best Actor - Motion Picture Musical or Comedy |
| 2004 | The United States of Leland             | Albert T. Fitzgerald        | Kiêm nhà sản xuất |
| 2006 | Edison                                  | Wallace                     | direct–to–video |
| 2006 | Superman Returns                        | Lex Luthor                  | |
| 2007 | Fred Claus                              | Clyde Northcut              | |
| 2008 | 21                                      | Mickey Rosa                 | |
| 2008 | Recount                                 | Ron Klain                   | Đề cử — Primetime Emmy Award for Outstanding Lead Actor - Miniseries or a Movie Đề cử — Golden Globe Award for Best Actor - Miniseries or Television Film Đề cử — Satellite Award for Best Actor - Miniseries or Television Film Đề cử — Screen Actors Guild Award for Outstanding Male Actor - Miniseries or Television Film |
| 2009 | Shrink                                  | Henry Carter                | |
| 2009 | Telstar                                 | Major Banks                 | |
| 2009 | Moon                                    | Robot, 'Gerty'              | Lồng tiếng |
| 2009 | The Men Who Stare at Goats              | Larry Hooper                | |
| 2010 | Bagman                                  | Jack Abramoff               | Hậu kỳ |
| 2010 | Father of Invention                     | Robert Axle                 | Hậu kỳ |
| 2010 | Margin Call                             |                             | |

## Danh sách các đĩa hát

### Album
| Năm  | Tựa đề         | Ghi chú |
| ---- | -------------- | --- |
| 2004 | Beyond the Sea | Đề cử — Grammy Award for Best Compilation Soundtrack Album for a Motion Picture, Television or Other Visual Media (với Phil Ramone) |

### Đĩa đơn
| Năm  | Tựa đề                 | Chú thích                                            |
| ---- | ---------------------- | ---------------------------------------------------- |
| 1997 | "That Old Black Magic" | Từ nhạc phim Midnight in the Garden of Good and Evil |